# 1944 Günter
Az 1944 Gunter (ideiglenes jelöléssel 1925 RA) a Naprendszer kisbolygóövében található aszteroida. Karl Wilhelm Reinmuth fedezte fel 1925. szeptember 14-én.